# Halalaimus pachydermatus
Halalaimus pachydermatus är en rundmaskart som först beskrevs av Nathan Augustus Cobb 1920.  Halalaimus pachydermatus ingår i släktet Halalaimus och familjen Oxystominidae. Inga underarter finns listade i Catalogue of Life.